# Авокадова олія
Авока́дова олі́я — це джерело вітамінів і корисних речовин. Отримують холодним методом з м'якоті плодів авокадо, які містять до 30 % жиру.

## Склад
Олія авокадо містить білки, вуглеводи, насичені та ненасичені жирні кислоти, вітаміни групи A, E, B1, B2, B3, B9, E, K, PP, F, лецитин, ефірні олії, амінокислоти, магній, мідь, калій, фосфор, кальцій та інші корисні мікроелементи.
30 % жирів, що містяться в олії авокадо, припадає на легко засвоювані організмом людини ненасичені жирні кислоти, тобто на вітамін F (за вмістом цього вітаміну олія авокадо в 3 рази перевершує риб'ячий жир)[джерело?].
Антиоксиданту вітаміну Е, що володіє потужними імунозахисними та омолоджувальними властивостями, в олії авокадо в 5 разів більше, ніж в оливковій олії.
Міститься сильний антиоксидант — сквален, що є головним компонентом шкіри людини, підшкірного жиру і сальних залоз[джерело?]. Сквален, необхідний для вироблення статевих гормонів, має потужні ранозагоювальні, антигрибкові, антимікробні властивості, сприяє зниженню рівня холестерину в крові, при взаємодії з водою насичує тканини та органи людського організму киснем[джерело?].

## Властивості
Олія авокадо має омолоджувальний ефект, допомагає боротися з раком і хворобами серцево-судинної системи, нейтралізує небезпечні молекули кисню — вільні радикали, покращує роботу нервової системи, допомагає в профілактиці та лікуванні остеопорозу та різних захворювань суглобів, захворюваннях порожнини рота, захворювань щитоподібної залози, захворювань сечовидільної системи, стимулює процес кровотворення, корисний харчовий продукт для людей з анемією (недокрів'ям), не містить холестерину.
Олія авокадо має протизапальні та регенерувальні властивості, корисні для шкіри й волосся. Усуває такі проблеми, як сухість, лущення, в'ялість, втрату еластичності шкіри. Добре знімає запалення, стимулює регенерацію її пошкоджених клітин.

## Застосування
Застосування олії авокадо рекомендовано при невеликих ранах, опіках, проблемній шкірі — висипу, екземі, патологічної сухості, різних запаленнях, сонячних опіках. Використовується при наявності целюліту.
Її використовують як самостійний засіб, а також у поєднанні з ефірними оліями: лимонна, апельсинова, іланг-іланг, неролі, жасмин, сандал тощо.
Застосовується в кулінарії.
Рекомендують включати в раціон для:
1. Профілактики та комплексного лікування атеросклерозу, ішемічної хвороби, інфарктів, інсультів, гіпертонії
2. Профілактики та лікування хронічного простатиту та аденоми передміхурової залози чоловіків
3. Поліпшення настрою і самопочуття, працездатності, поліпшить ваші розумові здібності, також в передменструальний або клімактеричний період
4. Прикорму для дітей самого раннього віку. Корисно також вводити в раціон олії авокадо жінкам що годують і вагітним жінкам.

### У косметології
Вона за своїм складом подібна до шкіри людини, тому легко сприймається будь-яким типом шкіри. Олія авокадо показана за проблемної шкіри, опіків, поранень, втрати еластичності, сухості, запалення, у разі лущення шкіри. Використовують як складову для кремів від зморщок.

### У стоматології
Олію авокадо застосовують у стоматології в разі запальних процесів, кровоточивості ясен тощо. Її використовують як базову олію разом з ефірними, зокрема чайною.

## Протипоказання
Людям з гострими захворюваннями печінки та жовчного міхура, перед вживанням олії авокадо слід проконсультуватися з лікарем.